# مقاطعة شانون (ميزوري)
مقاطعة شانون (بالإنجليزية: Shannon County, Missouri)‏ هي إحدى مقاطعات ولاية ميزوري في الولايات المتحدة. تأسست سنة 1841، بلغ عدد سكانها 8441 نسمة في عام 2010 حسب إحصاء مكتب تعداد الولايات المتحدة وتصل الكثافة السكانية فيها 3 نسمة/كم2.

## وصلات خارجية
- United States Counties